# Xã đặc quyền Saginaw, Michigan
Xã Saginaw (tiếng Anh: Saginaw Township) là một xã thuộc quận Saginaw, tiểu bang Michigan, Hoa Kỳ. Năm 2010, dân số của xã này là 40.840 người.